# (20998) Houzeaudelehaie
(20998) 1986 QF1 est un astéroïde de la ceinture principale d'astéroïdes découvert en 1986.

## Description
(20998) 1986 QF1 a été découvert le 26 août 1986 à l'observatoire de La Silla, au Chili, par Henri Debehogne.

### Caractéristiques orbitales
L'orbite de cet astéroïde est caractérisée par un demi-grand axe de 2,22 UA, un périhélie de 1,91 UA, une excentricité de 0,14 et une inclinaison de 5,27° par rapport à l'écliptique. Du fait de ces caractéristiques, à savoir un demi-grand axe compris entre 2 et 3,2 UA et un périhélie supérieur à 1,666 UA, il est classé, selon la JPL Small-Body Database, comme objet de la ceinture principale d'astéroïdes.

### Caractéristiques physiques
(20998) 1986 QF1 a une magnitude absolue (H) de 14,8 et un albédo estimé à 0,068.